# كين روز
كين روز هو مصمم رقصات التزلج على الجليد ‏ كندي، ولد في 16 مايو 1986 في نيوماركت في كندا.

## وصلات خارجية
- كين روز على موقع الاتحاد الدولي للتزلج (الإنجليزية)